# Александър Гюров
Александър Поптодоров Гюров е български драматичен актьор и театрален критик.

## Биография
Роден е в Плевен на 18 август 1885 г. През 1903 г. дебютира на сцената на „Съвремен театър“. В сезон 1904/1905 е актьор в театъра на Роза Попова, след това работи последователно във Варненски градски театър, Нов народен театър, Пловдивски общински театър, Русенски общински театър, Плевенски градски театър, Бургаски окръжен театър, театър „Мара Тотева“, Софийски областен театър. В периода 1918 – 1924 г. е директор на Плевенския градски театър. Театрален критик е в списанията „Българска сбирка“, „Завети“, „Бразда“, „Общо дело“.

## Роли
Александър Гюров играе множество роли, по-значимите са:
- Отец Иван – „Иванко“ от Васил Друмев
- Раксин – „Към пропаст“ от Иван Вазов
- Милер – „Коварство и любов“ от Фридрих Шилер
- Лука – „На дъното“ от Максим Горки[1]